# Retraite en France
La retraite en France est l'un des systèmes de retraite en Europe fondés sur la répartition, les pensions versées aux retraités venant des cotisations sociales des actifs.
Un régime général et des régimes spéciaux, avec parfois en plus des régimes complémentaires, font l'objet depuis les années 1990 de réformes contestées.
Selon la DREES, le coût des prestations sociales liées au régime des retraites en France (risque vieillesse-survie) s'établit à 359 milliards d'euros en 2020, 365 milliards d'euros en 2021, 382 milliards d'euros en 2022 et 400 milliards d'euros en 2023 (14,2% du PIB),.

## Fonctionnement du régime général en France

### Age légal et âge de départ à taux plein
La loi fixe un âge légal minimum pour le départ, mais qui ne suffit pas pour avoir une retraite à taux plein. Pour inciter à travailler au delà de cet âge, la loi fixe aussi une durée de cotisation pour une retraite à taux plein, en dessous de laquelle la retraite est diminuée par des décotes proportionnelles au nombre de trimestres travaillés en moins. Au delà de cette durée, calculée en trimestres, la retraite est au contraire augmentée des surcotes proportionnelles au nombre de trimestres travaillés en plus. Les personnes en situation de chômage non indemnisé depuis plus d'un an risquent de ne pas obtenir cette durée de cotisation minimum et doivent compléter par une assurance volontaire vieillesse.
La loi fixe également un âge donnant droit au départ en retraite à taux plein, quelle que soit la durée de cotisation. Il a été relevé à 67 ans en 2010 contre 65 ans auparavant, la réforme de 2013 le maintenant à 67 ans.

### Dispositif pour carrière longue
Pour les salariés ayant commencé à travailler très jeunes, un dispositif pour carrière longue permet d'abaisser l'âge légal minimum pour le départ.

### Fonds de réserve pour les retraites
Un Conseil d'orientation des retraites (COR) évalue les probabilités d'équilibrer les comptes à l'avenir, complété par un Fonds de réserve pour les retraites dont le rôle est d'assurer l'équilibre dans les périodes déforables, quand un pic démographique augmente les dépenses, ou quand un creux conjoncturel comme une récession économique diminue temporairement le nombre de cotisants et donc les recettes.

## Inventaire des différents systèmes en France
Le système de retraite français repose sur l'existence de 42 régimes différents, auxquels il faut ajouter les régimes complémentaires de retraite et des dispositifs de retraite supplémentaire. On peut distinguer trois grands pôles :
- la retraite des salariés : ces derniers sont affiliés à la Caisse nationale d'assurance vieillesse (CNAV) pour la retraite de base, ils bénéficient également de retraites complémentaires, versées par des organismes relevant de l'AGIRC-ARRCO, et de façon plus anecdotique de retraites-chapeaux[5],[6],[7] ;
- les régimes autonomes des artisans, commerçants, professions libérales, ainsi que des non-salariés et salariés agricoles (affiliés à la mutualité sociale agricole) ;
- le secteur public compte trois systèmes, selon trois grands groupes d'employeurs :
  - les fonctions publiques territoriale et hospitalière, disposent d'une caisse commune pour la gestion du régime de base : la CNRACL ;
  - les fonctionnaires d'État (et des organismes qui en dépendent) n'ont pas de caisse indépendante. L'employeur paye les pensions de base via le Service des retraites de l'État ;
  - les agents sous statut des entreprises SNCF, RATP et les salariés des industries électriques et gazières (notamment EDF-GDF)[8] sont affiliés à des régimes spéciaux de retraite, réformés en 2007 et en 2018.

Comme la retraite des fonctionnaires (territoriaux, hospitaliers et d'État) ne tient pas compte des primes, des régimes facultatifs par capitalisation ont été créés dès 1967 (Préfon par exemple). Il existe aussi des régimes complémentaires obligatoires comme l'Ircantec, réservé aux agents non-titulaires, et la retraite additionnelle de la fonction publique (RAFP), par capitalisation, créée pour les fonctionnaires après la réforme de 2003.
Ces différentes composantes n'ont que peu de points communs, fixés par une loi :
- un âge légal d'ouverture des droits, fixé à 64 ans dans le droit commun depuis la réforme des retraites en France en 2023 ;
- un âge de la retraite à taux plein (ou âge d'annulation de la décote), même en cas de carrière partielle, progressivement repoussé à 67 ans, à raison de quatre mois de plus par an à partir de 2011 ;
- une durée de cotisation de référence (165 à 172 trimestres selon l'année de naissance[11]), base pour des calculs de décotes en cas de départ avant l'âge légal et avant d'avoir cotisé suffisamment, ou de surcote en cas de cotisation plus longue (voir infra). La réforme des retraites en France en 2010 prévoyait un premier décret avant le 31 décembre 2010, pour fixer la durée de cotisation des générations 1953 et 1954. Les durées de cotisation des générations suivantes seront fixées par d'autres décrets, chaque année[12]. L'augmentation envisagée en 2010 devait porter la durée de cotisation à 165 trimestres pour les générations 1953 et 1954 puis marquer un palier avant d'atteindre 166 trimestres pour les générations 1960 et suivantes[13].

Les régimes de base fonctionnent à prestation définie (la pension est une fraction définie des revenus pris en compte) et à cotisation définie. L'équilibre financier s'effectue par des réformes, qui se sont succédé depuis 1990, et en théorie par le recours au Fonds de réserve pour les retraites ; pour les retraites de la fonction publique, c'est le budget de l'État qui fait l'appoint.
Existent aussi des dispositifs facultatifs, reconnus ou organisés par l'État, tous par capitalisation. Certains peuvent être souscrits de façon individuelle, dans le cadre des plans d'épargne retraite (PER). D'autres sont souscrits dans un cadre professionnel, pouvant être alimentés aussi bien par le salarié que par l'employeur : plan d'épargne pour la retraite collectif et plan d'épargne retraite entreprises pour les salariés du privé, contrats Madelin pour les professions indépendantes... Pour préparer sa retraite, les dispositifs d'épargne ordinaires (notamment l'assurance-vie) sont aussi encouragés fiscalement depuis 1993.

## Histoire de la retraite en France

### Avant 1945

#### Ancien Régime: retraites pour les militaires
La vie des anciens a longtemps reposé sur la solidarité inter-générationnelle et de menus travaux artisanaux. De nombreuses formes d'entraide volontaires existaient dès le Moyen Âge : corporations, sociétés de secours mutuel.
La première profession à obtenir une compensation en période d'inactivité est celle des marins sous Louis XIV (Jean-Baptiste Colbert institue en 1673 la Caisse des invalides de la marine, créant la première retraite par répartition au monde, ce qui permit de les fidéliser), puis ce furent les militaires gradés, l'administration royale en France, le personnel des Maisons royales, le clergé et la Ferme générale, qui créèrent une des premières caisses de retraite française en 1768, alimentée par des retenues de 1,25 % à 2,5 % sur les salaires. Sous l'Ancien Régime, 60 000 pensionnaires recevaient une rente de la part du roi. Celui-ci prélevait sur son trésor royal pour distribuer des pensions de cour, des pensions de charité, de mérite et de conversion, les pensions de retraite ne concernant quant à elles que 0,1 % de la population. À la Restauration, les rentes royales sont à nouveau payées, sur la liste civile.
Sous la monarchie de Juillet, Louis-Philippe crée le 11 avril 1831 une nouvelle législation sur les pensions militaires.

#### XIXesiècle, paternalisme, mutualisme et émergence de la gestion ouvrière
Après la révolution de 1848, l'ensemble des fonctionnaires bénéficient d'une retraite, à partir de la loi sur les pensions civiles du 8 juin 1853 : Napoléon III généralise le régime de pension par répartition pour la fonction publique, l'âge normal de la retraite à cette époque étant de 60 ans (55 pour les travaux pénibles) et crée la pension de réversion.
Pour le secteur privé, les sociétés de secours mutuel (les premières en 1804 pour les ouvriers), dites aussi sociétés de prévoyance,, ont permis un palliatif, mais leur développement était entravé par la réglementation (en 1890, seuls 3,5 % des ouvriers âgés ont accès à une pension), les pouvoirs publics craignant une agitation ouvrière. La pression populaire augmentait donc, comme en témoigne la légalisation du syndicalisme.
Certaines professions finirent par obtenir des droits à la retraite : en 1850, les premières compagnies privées de chemins de fer créèrent des caisses de retraite pour certains de leurs employés (création des régimes spéciaux) et en 1894 les mineurs obtinrent, dans un cadre obligatoire, l’assurance maladie et un régime de retraite, suivis, en 1897, par les travailleurs des arsenaux et de l’armement et en 1909 pour tous les cheminots.
Il s'agit d'initiatives patronales destinées d'abord à fixer la main-d’œuvre, et qui s'insèrent dans une « politique des âmes » cléricale et moralisatrice. En 1875, le socialiste fouriériste Paul-Émile Laviron adresse à l'Assemblée nationale un projet de caisse de retraite pour les ouvriers alimentée par l’État. Après Laviron, le socialiste Édouard Vaillant a été l'un de ceux qui se sont attachés à faire de la protection sociale une revendication ouvrière. Vaillant défend l'idée d'une assurance ouvrière financée par l'État et les patrons et administrée par ses bénéficiaires. Ces idées seront à la base de la loi sur les retraites ouvrières et paysannes de 1910.
La mutualité est un troisième modèle de gestion d'institutions de protection sociale issu des idées mutuellistes qui sont d'origine socialiste (Robert Owen, Pierre-Joseph Proudhon). Toutefois, en France, c'est un décret du 26 mars 1852 qui institue les sociétés mutuelles, organisées sur une base territoriale et interprofessionnelle avec une forte implication des notables. Son organisation sous le contrôle des gouvernements du Second Empire donne finalement à la mutualité française une idéologie voisine de celle du système mis en œuvre par les entrepreneurs catholiques.
Dans sa version républicaine instaurée par la loi de 1898, dite « Charte de la mutualité », les aspects notabiliaires et moralisateurs sont atténués. Le modèle mutualiste est satisfaisant pour les républicains modérés attachés au libéralisme économique. Les trois modèles sont en compétition au tournant du siècle : le modèle de gestion ouvrière est défendu par les socialistes, le modèle mutualiste est défendu par les républicains modérés ou libéraux et le modèle paternaliste par les conservateurs. À partir de la fin du XIXe siècle, à la suite de l'échec de la constitution d'une protection sociale basée sur la liberté d'affiliation, des lois vont dans le sens du principe d'obligation et d'une gestion tripartite (État, patrons, ouvriers) des institutions : la loi du 29 juin 1894 institue un système de retraite pour les mineurs financé par les patrons et garanti par l'État.
Le principe d'obligation qui sous-tend la législation de ces années coexiste avec la liberté du choix de la caisse qui peut être la CNRV, une caisse patronale ou une caisse syndicale agréée. La Caisse nationale des retraites pour la vieillesse (CNRV), réformée en 1886, est contrôlée par une commission de surveillance qui comprend 50 % de hauts fonctionnaires, 25 % de parlementaires et le restant de présidents de sociétés de secours mutuels et de personnalités industrielles.

#### 1910-1927
La loi sur les « retraites ouvrières et paysannes » (ROP, 1910,,) crée des systèmes de retraite par capitalisation à adhésion obligatoire, défendus par des membres du Parti radical comme Léon Bourgeois et Paul Guieysse, qui concernent 3 millions de salariés sur 8 millions, et 40 millions de Français : avant 1914, un retraité sur trois vit d'une rente, en général foncière. Le projet est vivement combattu par le patronat, qui dénonce des charges inacceptables et l'encouragement à la paresse[réf. nécessaire]. Une des innovations de la loi du 5 avril 1910, qui conserve la liberté du choix de la caisse, réside dans la création à l'initiative du gouvernement de caisses départementales ou régionales administrées de façon tripartite par des représentants de l'État, des représentants élus des assurés et des représentants des patrons. L'âge normal du départ à la retraite est fixé par la loi de 1910 à 60 ans, cependant tout assuré à la faculté d'ajourner la liquidation de sa retraite jusqu'à soixante-cinq ans (L. 5 avril 1910, art.5 et 36, modifiée par L. 27 février 1912, art. 55 et 59); d'autre part, les assurés peuvent réclamer la liquidation anticipée de leur retraite à partir de cinquante-cinq ans (L.1910, art. 5). « C'est la donner à des morts » dénonce la CGT, car dans les années 1910, à peine 8 % de la population atteint 65 ans, dont une infime minorité d'ouvriers.
Les dépréciations monétaires qui se sont notamment produites en 1910 et 1918, consécutives à l'inflation, ont pénalisé le système de retraite par capitalisation.
Pendant la Première Guerre mondiale, le gouvernement français mobilise massivement les travailleurs qui cessent leurs cotisations, ce qui provoque la faillite des caisses de retraite des mineurs et des cheminots. Cette guerre provoque aussi l'afflux d'anciens combattants. Les responsabilités de l'État sont plus communément acceptées par une large frange de la population française. Le retour des trois départements d'Alsace-Moselle, pose la question de supprimer le système bismarckien qui s'y applique, ou de l'étendre au reste du pays. La seconde solution est retenue, la France étant alors le dernier pays européen sans assurance sociale générale.

#### 1928-1939
La loi du 5 avril 1928, légèrement corrigée par celle du 30 avril 1930, garantit au retraité qui a atteint l'âge de 60 ans et qui peut justifier de 30 années d'affiliation, une pension qui se monte à 40 % du salaire moyen sur la période de cotisation. Le salarié a la possibilité d'ajourner à 65 ans la liquidation de sa retraite.
Les querelles se poursuivront jusqu'en 1930, pour savoir qui de l’État, des syndicats, du patronat ou de la mutualité doit gérer ce système. Un compromis est trouvé : protection maladie par répartition et capitalisation pour la retraite, tous deux obligatoires, couvrant théoriquement 10 millions de personnes en 1930 et 15 en 1941.
Dans les années 1930, la situation des caisses de retraite est également remise en question par les problèmes démographiques que représentent l'allongement de la durée de vie et la faiblesse des naissances.
La question des retraites donne lieu à pas moins de 24 projets ou propositions de lois entre 1936 et 1939.

### Les réformes du gouvernement de Vichy (1941-1944)
Après la défaite de juin 1940 et la mise en place du régime de Vichy, le nouveau ministre du Travail René Belin va reprendre les projets de la fin des années 1930 qui visaient notamment à substituer le principe de répartition à celui de capitalisation. Belin a intégré dans son cabinet deux spécialistes des retraites, Francis Netter et Pierre Laroque, mais ce dernier est révoqué à la suite de la loi du 3 octobre écartant les Juifs de la fonction publique. Les quatre dévaluations survenues depuis 1936 ont encore souligné la faiblesse des systèmes par capitalisation. Les travaux de l'équipe de René Belin aboutissent dès le 11 octobre 1940 à l'adoption d'un projet de loi par le conseil des ministres : « Les pensions de vieillesse et d'invalidité délivrées au titre des assurances sociales sont constituées selon le régime de la répartition. La liquidation, le service de ces pensions ainsi que les allocations… sont assurés par une caisse générale des pensions prenant la suite des organismes de gestions pour la vieillesse et l'invalidité… ».
Ce projet de loi se heurte aux tirs de barrage de la part des mutualistes représentés au sein du gouvernement par Jean Ybarnégaray secrétaire d'État à la Famille et à la Santé qui défendent le système par capitalisation en mettant en avant l'aspect moral que représente l'épargne. Les mutualistes parviennent à bloquer la loi jusqu'en février-mars 1941 où Belin ressert le principe de répartition dans la mise en place de l'allocation aux vieux travailleurs salariés (AVTS), premier système intégral par répartition.
L'AVTS est précisé par une abondante législation de 1941 à 1944, qui survivra à l'effondrement du régime de Vichy. La nouvelle institution a vocation à venir en aide aux vieux travailleurs selon un principe d'humanisme consensuel et, dans l'immédiat, à dégager du marché du travail les plus âgés et les inaptes et à contribuer ainsi à la baisse du chômage, encore important au début de 1941. Indépendamment de l'AVTS, le chômage décroît de façon spectaculaire, et des dérogations de plus en plus larges sont apportées au principe de non-cumul allocation-pension-travail.
La nouvelle allocation est en effet non cumulable avec un emploi, mais aussi avec une retraite obtenue en vertu d'un régime légal ou réglementaire. Son montant est de 3 600 francs par an, avec certaines majorations familiales ou géographiques.
Dès novembre 1941, 1 500 000 dossiers avaient été déposés. Le succès de l'AVTS dépassait les prévisions et posait par conséquent un problème de financement. Sur les 1 600 000 allocataires de 1944, près de 1 000 000 n'avaient jamais cotisé. La nouvelle AVTS, basée sur le principe de répartition, se substituait aux anciennes caisses du régime de l'assurance vieillesse qui avaient accumulé au cours de leurs dix premières années de fonctionnement un petit magot de 20 milliards de francs. Ces réserves serviront à financer les premières années de l'AVTS. Le système donne droit à une pension de 40 % du salaire de référence, à partir de 65 ans.

### Maintien du système par répartition et intégration dans laSécurité socialeen 1945
À la Libération, dans les attributions d'Alexandre Parodi, ministre du Travail et de la Sécurité sociale dans le Gouvernement provisoire de la République française figure notamment la mise en œuvre de la résolution du programme du Conseil national de la Résistance qui prévoyait « une retraite permettant aux vieux travailleurs de finir dignement leurs jours ». L'organisation des retraites sera intégrée au système français de sécurité sociale dont la création est confiée en novembre 1944 à Pierre Laroque qui avait rejoint Londres en avril 1943 et qui est nommé « directeur des assurances sociales et de la mutualité ». Ambroise Croizat, communiste, ministre (du 21 novembre 1945 au 4 mai 1947) du Travail puis du Travail et de la Santé, dirige à ce titre la mise en place du système de protection sociale : assurance maladie, système de retraites, allocations familiales.
Le nouveau système de sécurité sociale découle des trois ordonnances du 30 décembre 1944, du 4 et du 19 octobre 1945. Les idées qui sous-tendent la sécurité sociale doivent peu au comité des experts du Conseil national de la Résistance (CNR) appelé aussi comité général d'études plus préoccupé par les questions économiques que par la protection sociale. Parmi les mouvements de Résistance, seule en effet l'Organisation civile et militaire (OCM) qui regroupait des hauts fonctionnaires et des officiers supérieurs semble avoir élaboré un programme de réforme de la protection sociale. D'une façon générale, les forces politiques se réclamant en 1945 du programme du CNR rejettent les dispositions corporatives et totalitaires de la charte du travail du 4 octobre 1941 du régime de Vichy mais ne sont pas opposées aux mesures de protection sociales prises par le régime précédent. Le rapport Beveridge de 1942 et son essai de 1944, qui sont à l'origine d'une forme de l'État-providence dans les pays anglo-saxons, étaient connus de Laroque, mais ce dernier, qui en appréciait certains aspects, ne pensait pas qu'ils puissent constituer le modèle des institutions sociales françaises.
Les ordonnances de 1945 n'interdisent pas la liquidation de la retraite à 60 ans, mais repoussent dans les faits l'âge normal du départ à 65 ans. En effet, le montant de la pension est égal à 20 % du salaire annuel de base pour l'assuré ayant cotisé 30 années, mais peut « bonifier » ce montant de 4 % pour toutes les années supplémentaires travaillées entre 60 et 65 ans. Il s'agit alors de maintenir le maximum de travailleurs en activité pour gagner la bataille de la production. En 1948, 63 % des plus de 65 ans touchent un revenu de vieillesse qu'ils baptisent « retraite ».
En matière de retraite, l'œuvre de René Belin (la répartition) est conservée, mais les systèmes professionnels reprennent leur autonomie. Il en résulte le développement de quantités de régimes différents ; les plus riches (notaires par exemple) auront les moyens de prélever des cotisations élevées, permettant de verser relativement tôt (à 60 voire 55 ans) des pensions relativement élevées ; d'autres (industries sous monopole d'État notamment : SNCF, EDF, mines…) obtiendront le même résultat par une participation massive de leur employeur ; d'autres enfin, par choix ou manque de moyens, ne mettront en place que des cotisations faibles ne permettant de financer que des pensions tardives et faibles, voire misérables (commerçants, agriculteurs).
À ce système bismarckien, la France ajoute une composante « beveridgienne », sous forme d'un minimum vieillesse et de droits à retraite spécifiques pour les mères de famille.

### Premières évolutions
En 1953, une première tentative de regrouper dans le régime général les régimes spéciaux (mineurs, cheminots dont les régimes sont jugés trop généreux et devant être alignés sur le secteur privé), fortement contestée (grèves des fonctionnaires), avorte. En 1956 est créée la vignette automobile destinée à alimenter le Fonds national de solidarité (FNS).
Des professions qui avaient choisi de garder des régimes spécifiques rejoignent le régime général. Des transferts entre caisses sont mis en place. L'exemple du régime des agriculteurs est particulièrement illustratif : alors que le nombre de pensionnés augmente sans cesse, le nombre de cotisants y chute sous l'effet du progrès technique et de l'exode rural, qui conduit les jeunes à adopter d'autres métiers, et donc grossir le nombre de cotisants aux caisses des métiers en expansion. Ces caisses doivent verser à la caisse agricole (et aux autres qui subissent le même phénomène, comme la caisse des mineurs) une compensation.
Montée en puissance d'un virage assurantiel des retraites :
Depuis 1967, le régime général des retraites a fait l'objet d'une série de mesures gouvernementales le rapprochant d'une sorte de norme des assurances privées. Ce modèle des assurances privées peut-être décrit à partir de quatre critères :
1. La séparation comptable des risques : En 1967 les ordonnances Jeanneney séparent de manière comptable les risques de la sécurité sociale (assurance maladie, assurance vieillesse et allocations familiales)[40]. La Sécurité sociale est réorganisée en quatre branches : création de la Caisse nationale de l'assurance maladie (CNAM), de la Caisse nationale d'assurance vieillesse (CNAV), de la Caisse nationale des allocations familiales (CNAF) et de la branche AT-MP (accidents du travail et maladies professionnelles) ;
2. La séparation entre assistance et assurance : la notion de retraite devient de plus en plus « contributive » : pour percevoir une prestation, il faut avoir versé une cotisation, une prime dans le langage de l'assurance privée[40] ;
3. La retraite comme un capital et non plus comme la continuité d'un salaire et d'une carrière professionnelle : dans la logique de l'allongement de la durée de cotisation de 10 à 25 ans en 1993, toutes les cotisations versées au long de la carrière professionnelle sont de plus en plus considérées comme un capital, comme une sorte de récupération de ces cotisations (modèle des retraites par capitalisation)[40] ;
4. Plus de financement du budget de l'État : à partir du début des années 1990, le budget de l'État ne vient plus financer les déficits des régimes de retraite[40].

### 1971: loi Boulin
Le 31 décembre 1971, la loi Boulin fait passer de 120 (30 ans) à 150 trimestres (37,5 ans) la période d'assurance ouvrant droit à une retraite à taux plein, sur la base des dix meilleures (et non plus les dix dernières) années de salaire.
Cette loi du 31 décembre 1971 « portant amélioration des pensions du Régime général et du Régime des salariés agricoles », dite « Loi Boulin », apporte d'autres modifications du régime général, dont notamment:
- Une revalorisation de 5 % des retraites attribuées avant le 1er janvier 1972,
- Une augmentation du taux maximum de la pension applicable au salaire moyen qui passe de 20 à 25 % à 60 ans et de 40 à 50 % à 65 ans,
- Une retraite à 60 ans à taux plein pour les personnes présentant une inaptitude au travail de 50% médicalement constatée.

C'est pourquoi, malgré l'augmentation de 120 à 150 trimestres, cette loi est présentée comme une tentative d'améliorer, de perfectionner, le système des retraites dans le contexte des « trente glorieuses ».

Des systèmes complexes de calcul des sommes concernées (entrantes ou sortantes selon que la caisse perd des cotisants ou en gagne) sont mis en place à partir de 1974, et pour solder les désaccords, plutôt que de trancher l'État verse une obole (pour le régime agricole ce sera le Budget annexe des prestations sociales agricoles, devenu fonds de financement des prestations sociales des non-salariés agricoles en 2005).
Dans le même temps, pour pallier les problèmes d'emploi apparus à partir des années 1960, le principe de partage du temps de travail, la volonté de lutter spécifiquement contre le chômage des jeunes, et l'intérêt des entreprises qui souhaitent licencier mais ne peuvent le faire pour des raisons légales conduisent au premier dispositif de préretraite en 1972. Celui-ci garantit le financement par l'État d'un revenu de remplacement pour les personnes âgées de plus de 60 ans. Par la suite, en 1980, le dispositif est élargi aux personnes de plus de 55 ans.
La loi Boulin crée également des dispositifs dédiés aux mères de famille visant à augmenter leurs droits retraite : l'allocation vieillesse des mères au foyer (AVMF) qui permettait de valider pour la retraite des périodes d'inactivité professionnelle, occupées à élever des enfants, et la majoration de durée d'assurance pour enfant, qui permettait d'attribuer aux mères quatre trimestres de retraite. L'AVMF fut étendu aux pères en 1979, et existe aujourd'hui sous l'intitulé d'assurance vieillesse des parents au foyer. La majoration de durée d'assurance a été modifiée à plusieurs reprises depuis et étendue aux pères.
La hausse du chômage qui s'accentue en 1973 continue à peser sérieusement sur les cotisations, tout en mettant les chômeurs âgés en difficulté.

### 1983: gouvernement de Pierre Mauroy, retraite à60 ans
À la suite de l'élection de François Mitterrand à la présidence de la République en 1981 et de la formation du gouvernement de Pierre Mauroy comprenant des ministres socialistes et communistes, la retraite à 60 ans est la dernière des grandes réformes sociales parmi les engagements de la campagne présidentielle à être mise en œuvre. À compter du 1er avril 1983, "l'assurance-vieillesse garantit une pension de retraite à l'assuré qui en demande la liquidation à partir de l'âge de 60 ans" pour 37,5 années de cotisation, au taux plein de 50 % du salaire annuel moyen plafonné sur les 10 meilleures années. Création d'une décote (appelée alors « abattement ») pour chaque trimestre de cotisation manquant pour avoir 150 trimestres ou pour atteindre 65 ans (2,5 % par trimestre, soit 10 % par an) ; le plus favorable des deux seuils étant retenu ce qui plafonne la décote à 50%. La retraite à taux plein étant garantie à 65 ans. En pratique, la plupart des hommes nés en France remplissent la condition de cotisation à 60 ans ou même avant, ce qui limite la portée des décotes prévues. Les femmes et les immigrés, en revanche, dont les carrières sont souvent courtes, se voient écartés de fait de la possibilité de liquider leur pension avant 65 ans[réf. nécessaire].

### 1993: réforme Balladur
Lorsqu'il arrive à Matignon en 1993, le nouveau Premier ministre constate un déficit sans précédent : 40 milliards de francs. La récession économique frappe de plein fouet les recettes de la Sécurité sociale,.
Devant cette situation, le gouvernement Édouard Balladur lance une réforme des retraites au pas de charge. Une loi d'habilitation à légiférer par ordonnance est rapidement votée, et à l'été 1993 la réforme est terminée. L'ensemble n'aura pris que quelques semaines,.
Cette réforme, qui ne concerne que le secteur privé, tient en cinq principales mesures :
- la durée de cotisation nécessaire pour avoir droit à une pension à taux plein, au régime général, passe progressivement de 150 trimestres (37 ans et demi) à 160 trimestres (40 ans)[50], à raison d'un trimestre de plus par an du 1er janvier 1994 au 1er janvier 2004. La durée de cotisation nécessaire « tous régimes confondus » pour annuler la décote, reste à 150 trimestres ;
- augmentation de la durée de carrière de référence : la pension était précédemment calculée sur les 10 meilleures années, durée qui sera progressivement portée à 25 années (atteint en 2010, à raison d'une année de plus par an)[50] ;
- changement du mode d'indexation des pensions de retraites. Elles seront désormais alignées sur l'inflation (mesurée par l’indice des prix à la consommation), alors qu'elles étaient précédemment indexées sur l'évolution des salaires ;
- création d’un fonds de solidarité vieillesse (FSV) chargé de financer quelques dispositifs (minimum vieillesse, avantages familiaux…)[51].

Cette réforme atteint partiellement ses objectifs.
En matière de réduction des pensions par rapport à la situation antérieure, selon une étude de la Caisse nationale de l'assurance vieillesse des travailleurs salariés publiée en 2008, pour six retraités sur dix, la réforme Balladur des retraites de 1993 a « conduit au versement d'une pension moins importante que celle à laquelle ils auraient pu prétendre sans réforme ». La différence moyenne est de 6 % pour l'ensemble de la population. Les hommes nés en 1938, par exemple, reçoivent une pension moyenne de 7 110 € par an (hors retraites complémentaires), 660 € de moins que si la réforme n'avait pas eu lieu,. Pour les générations nées entre 1945 et 1954, la baisse de la pension de base serait de 16 % pour les hommes et de 20 % pour les femmes.
En matière de durée d'activité, une autre étude, du ministère du Travail, réalisée en 2009 a estimé que depuis cette réforme, les hommes ont en moyenne repoussé leur cessation d’activité de 9 mois et demi et les femmes de 5 mois. En 17 ans, la durée de cotisation moyenne n'aurait donc augmenté que de 8 mois ou moins, compte tenu d'une arrivée plus tardive sur le marché du travail. La réforme de 1993, qui augmentait de 30 mois la durée de cotisation nécessaire pour avoir une retraite complète, aurait donc raté à 70 % son premier objectif : avoir plus de cotisations.
Ceci explique en partie que l'objectif principal, rétablir l'équilibre financier du système, a échoué. Le volume de cotisations n'a pas augmenté autant qu'escompté.

### 1995: échec du plan Juppé
Confronté au même genre de difficulté budgétaire, Alain Juppé s'attaque au problème des régimes spéciaux de retraite et au rapprochement du régime de la fonction publique du régime général. Voté triomphalement au parlement, avec la bienveillance de l'opposition, son plan se fracasse sur les grèves de 1995 et son gouvernement fait machine arrière.
Après cet échec, le gouvernement fait voter alors la mise en place de fonds de pension, dans le cadre de la « loi Thomas ». Très controversée, le débat sur l'arrivée des fonds de pension tourne à l'affrontement idéologique entre les pro et anti capitalisation. Avec la dissolution de l'Assemblée par Jacques Chirac et le changement de majorité, le texte ne sera jamais adopté et sera définitivement abrogé en 2001.

### 1999: création du Fonds de réserve pour les retraites
La gauche, au pouvoir à partir de 1997, ne lance pas de nouvelle réforme sur l'âge légal ou la durée de cotisation mais crée le Fonds de réserve pour les retraites (FRR), dont la mise en place est officialisée par la loi de financement de la Sécurité sociale de 1999. Cet instrument sert à faire face aux situations de déséquilibre entre cotisations et pensions à payer. Il est en particulier destiné à couvrir la prévision d'une future pointe de besoin de financement du régime général d'ici 2020, date jusqu'à laquelle les montants mis de côté ne doivent en principe pas être utilisés.
Dans la loi, le FRR peut percevoir plusieurs types de dotations : 2 % du prélèvement social sur les revenus de patrimoine et de placement, les excédents de la Caisse nationale d'assurance vieillesse, le produit de cessions d'actifs telles que les privatisations, la cession des parts de Caisses d'épargne, et le produit de la vente des licences UMTS (téléphonie de troisième génération). Mais selon les syndicats, le gouvernement a finalement refusé de verser les recettes de privatisation.
Ce fonds ne recevra jamais les sommes promises, qui devaient totaliser 150 milliards d'euros en 2010, même pendant les périodes de bonne croissance économique des années 1999, 2000 et 2001, puis ne touchera plus grand-chose à partir de 2002, après le retour de la droite au pouvoir. Ayant été doté au total de 29 milliards d'euros de 1999 à fin 2009, il représentait à cette date une réserve de 33 milliards d'euros.
Les sommes en jeu, quoiqu'inférieures au projet initial, restent néanmoins importantes, et tentantes pour un gouvernement dont le budget est déficitaire. Les syndicats CFDT, CGC, CGT, FO, et CFTC ont ainsi manifesté leur inquiétude par écrit au président de la République le 7 janvier 2008, pour le mettre en garde contre toute utilisation prématurée du fonds. Dans le cadre de la réforme de 2010, le FRR sera effectivement mis à contribution avec 10 ans d'avance. « Quand il a été créé, c'était pour régler les problèmes dans 20 ans (…) sauf que les déficits des retraites, maintenant, ils ont 20 ans d'avance », a expliqué le 10 juin 2010 le ministre du Travail Éric Woerth sur Europe 1.
Dès 2002, les ministres des Finances des pays de l’Union européenne se sont mis d’accord sur un projet de directives encadrant les règles de fonctionnement des futurs fonds de pension européens : le Conseil Européen de Barcelone fixe l'âge moyen de départ à la retraite à 63 ans à l'échéance de 2012 et encourage le plan d'épargne d'entreprise par capitalisation.

### 2003: réforme Fillon
La majorité de droite élue en 2002 entreprend une réforme des retraites sous l’égide du ministre des Affaires sociales, du Travail et de la Solidarité, François Fillon.
Elle généralise aux fonctionnaires la décote pour années manquantes. La réforme Fillon instaure une transition progressive de la durée de cotisation de tous les régimes, sauf les régimes spéciaux, vers 42 ans. Est ainsi décidé dans un premier temps par la Loi du 21 août 2003 portant réforme des retraites d'aligner la durée de cotisation des fonctionnaires : elle est ainsi allongée de 37 ans et 1/2 à 40 ans à l'horizon 2008, à raison d'un semestre par an.
Par contre, cette réforme réduit la durée de cotisation des personnes qui ont commencé à travailler très jeunes : elles peuvent partir à la retraite de façon anticipée avec 42 ans de cotisations. Les plus de 17 ans sont toutefois exclus du dispositif et doivent donc continuer à partir à 60 ans. La décote pour années manquantes doit tendre pour tous les salariés à 5 % par année manquante à l'horizon 2015 dans la limite de cinq années (soit 25 % de décote maximale). Une surcote pour années supplémentaires est instaurée (de 3 %) par année supplémentaire au-delà de la durée de cotisation nécessaire pour obtenir une retraite à taux plein. Le cumul emploi-retraite est rendu plus flexible.
Le mode d'indexation choisi reste l'indexation sur les prix ; le pouvoir d'achat des retraités est donc préservé constant tout au long de leur retraite.
Les salariés peuvent racheter des trimestres au titre des études, dans la limite de 3 ans (avec un coût relativement important : la Direction de la Recherche, des Études, de l'Évaluation et des Statistiques (DREES) évalue le montant moyen des rachats à 22 000 €),.
De nouveaux produits d'épargne individuels (le PERP et le PERCO) sont créés (système de capitalisation).

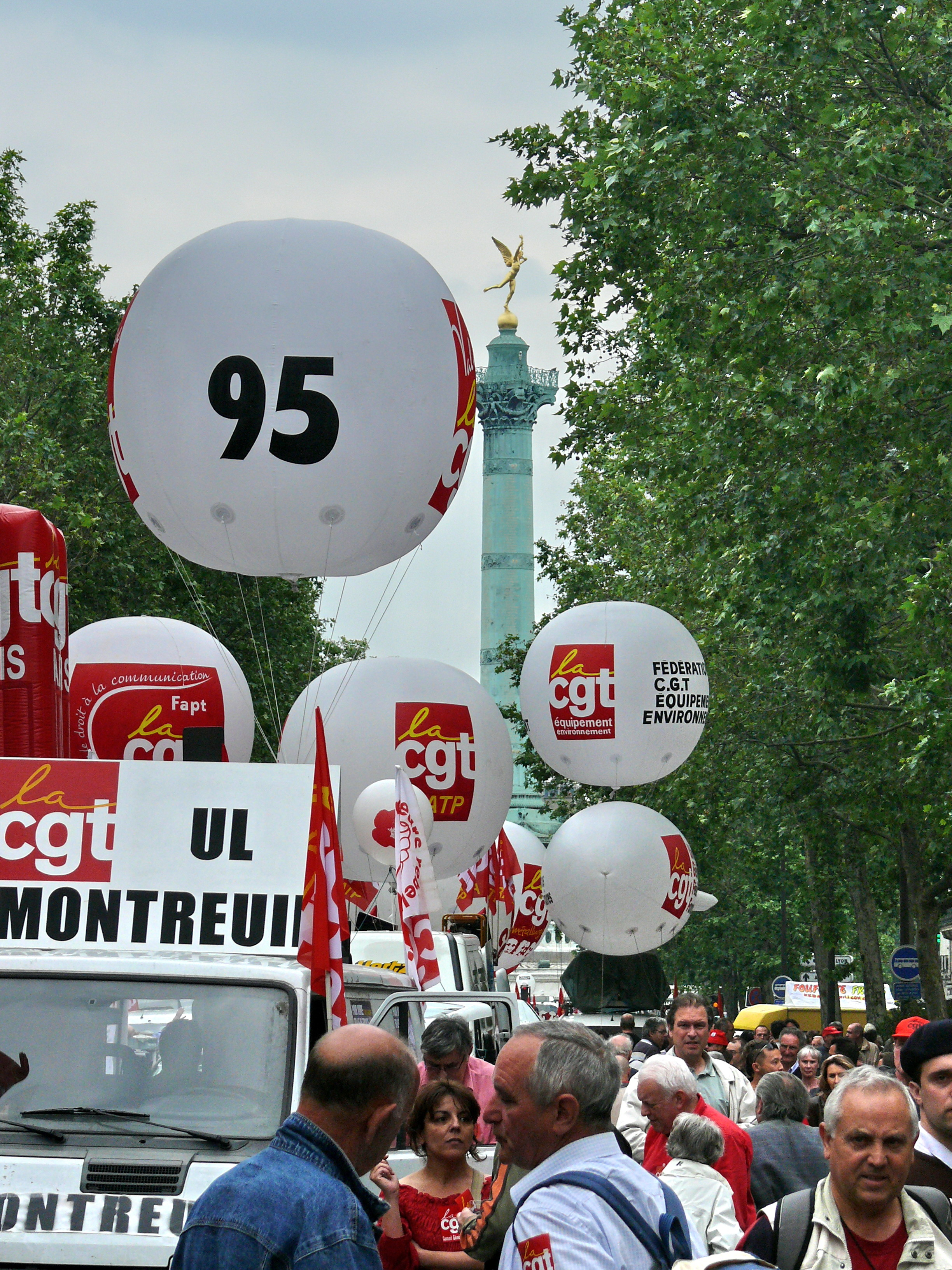
L'une des manifestations intersyndicales pour la défense des retraites, celle du 22 mai 2008 à Paris, dans le cortège de la CGT.

Selon la loi Fillon de 2003, la durée de cotisation doit être augmentée d'un an, à raison d'un trimestre par année, à partir de 2009. Cependant la loi Fillon précise que cette augmentation peut être ajournée si le contexte est modifié, « au regard des évolutions » du taux d'activité des personnes de plus de 50 ans, de « la situation financière des régimes de retraite, de la situation de l'emploi » et de « l'examen des paramètres de financement des régimes de retraite ».

### 2007: réforme des régimes spéciaux
La réforme des régimes spéciaux, qui est entrée en vigueur le 1er juillet 2008, avait pour objectif d’aligner la durée de cotisation des agents de la SNCF, de la RATP et des IEG (industries électriques et gazières) sur celle du privé et de la fonction publique, comme l'avait promis à plusieurs reprises Nicolas Sarkozy lors de la campagne pour l'élection présidentielle de 2007.
La réforme prévoit l'augmentation progressive de la durée de cotisation, de 37,5 ans en 2007 à 40 ans en 2012, pour bénéficier d'une retraite à taux plein. Depuis le 1er juillet 2009, les pensions sont indexées sur l’inflation. Enfin, à compter du 1er juillet 2010 sera introduit une décote réduisant la retraite en cas de trimestre manquant. Cette réforme revient à étendre à un demi-million de salariés qui y échappaient encore la réforme Balladur des retraites de 1993, comme la loi Fillon l'avait étendue en 2003 aux 5 millions de fonctionnaires.

### 2008: réforme à la suite de la réforme de 2003
Après la réforme des régimes de retraites spéciaux de fin 2007, le rendez-vous de 2008 faisait partie du calendrier décidé lors de la réforme de 2003, avec pour thème, principalement dans le secteur privé:
- définir le niveau minimal d’une retraite pour un salarié qui a effectué une carrière complète ;
- réexaminer le dispositif de départ anticipé pour carrières longues ;
- déterminer les moyens d’équilibrer les régimes de retraite.

Les propositions des syndicats n'ont pas été retenues, ce qui les a amenés à organiser une journée de manifestation pour protester, en mai 2008.
Les principales décisions prises par le gouvernement dans le cadre de ce rendez-vous furent :
- l'allongement de la durée de cotisation à 41 ans pour l'année 2012, à raison d'un trimestre par an ;
- la revalorisation de 25 % du minimum vieillesse, entre 2007 et 2012 ;
- le rétablissement par la loi d’un minimum de 55 ans au moins pour obtenir la pension de réversion.

### 2010: réforme Woerth

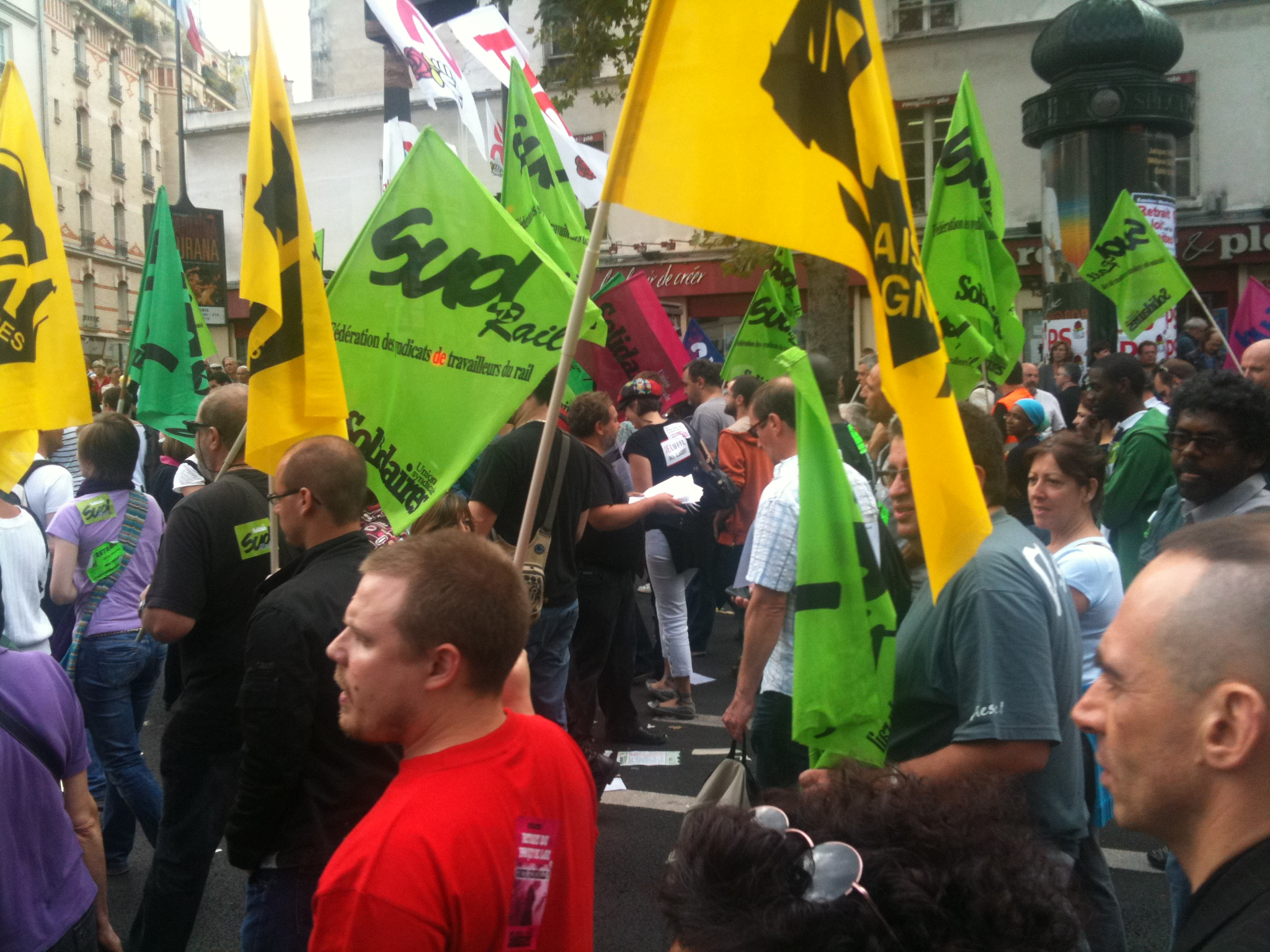
Manifestants syndicaux le 7 septembre 2010.

Lors de la campagne présidentielle de 2007, le candidat qui sera élu, Nicolas Sarkozy, avait parlé essentiellement de la réforme des régimes spéciaux de retraite (cheminots, électriciens). Les prévisions de déficit ayant été revues en forte hausse à cause de la crise bancaire, le gouvernement a décidé une réforme plus large en 2010. Elle consiste en un ensemble de mesures révisant le régime des retraites, dont la principale est de repousser de deux ans l'âge minimum de liquidation de pension. La réforme vise à préserver l'équilibre financier du système français de retraites par répartition.
La réforme est présentée au Parlement le 7 septembre 2010 par le ministre du Travail, de la Solidarité et de la Fonction publique Éric Woerth, dix mois après communication du document d'orientation aux partenaires sociaux. Elle occasionne alors un important mouvement de grèves. Après avoir été votée par les assemblées, la loi est finalement validée par le conseil constitutionnel le 9 novembre 2010 et promulguée le lendemain.

#### Un problème de financement aggravé par la crise
Selon des projections du Conseil d'orientation des retraites (COR), contestées par les syndicats, en 2010 le total du déficit des régimes de retraite s’élèverait à 32 milliards d'euros en raison du pic de départ à la retraite des générations du baby-boom nées entre 1945 et 1950 (âgées de 60 à 65 ans en 2010). Pour 2020, il estime que le déséquilibre serait fortement croissant : 182 cotisants pour 100 retraités en 2006, 170 pour 100 en 2010, 150 pour 100 en 2030 et 121 pour 100 en 2050.
Alors qu'en 2007, avant la crise économique de 2008-2010, le COR estimait le besoin de financement des retraites à environ 25 milliards d'euros en 2020 (soit 1 point de PIB), dans son document de 2010 il estime ce même besoin à 45 milliards d’euros (soit 1,86 point de PIB), chiffre qui monterait à 70 milliards € en 2030 et 100 milliards € en 2050.

#### Contenu de la réforme
L’avant-projet de loi sur les retraites présenté le 16 juin repose sur deux principales mesures :
- le relèvement progressif en 6 ans (à raison de 4 mois par an) de l'âge légal de départ à la retraite, de 60 à 62 ans ;
- le relèvement de l'âge de départ sans décote lorsque la durée de cotisation n'est pas atteinte (voir décote pour années manquantes) de 65 à 67 ans.

À ces deux mesures principales s'ajoutent une série d'autres points présentées dans l'article détaillé dont les Retraites complémentaires et retraite des parlementaires et la pénibilité et invalidité.
Le projet de loi portant la réforme des retraites est présenté le 7 septembre 2010 à l'Assemblée nationale, jour où s'accentuent les grèves contre la réforme française des retraites de 2010. Le site Rue89 estime qu'un ouvrier devra en moyenne cotiser 3,14 années pour une année de retraite contre 2,64 années avant la réforme.

### 2013: réforme Touraine
La réforme des retraites en France de 2013-2014 consiste en un ensemble de modifications paramétriques du système de retraite français réalisées pendant la mandature de François Hollande, et portées par la ministre des Affaires sociales et de la Santé Marisol Touraine. La réforme, matérialisée par la loi no 2014-40 du 20 janvier 2014 et par un ensemble de textes règlementaires, inscrit dans la loi une trajectoire d'augmentation de la durée de référence du système de retraite jusqu'à 43 annuités, créé des droits supplémentaires (création du compte pénibilité, élargissement des modalités de validation de trimestres de retraite, mise en place de dispositifs de mutualisation inter-régimes, etc.) et augmente les taux de cotisations salariale et employeur ; elle affiche une volonté de préserver l'équilibre financier du système français de retraites par répartition en visant à combler un déficit prévu alors à vingt milliards d'euros en 2020.
Cette réforme fait suite à plusieurs réformes des retraites, dont une précédente réforme par le Gouvernement François Fillon pendant l'automne 2010, la grande réforme de 2003 ou la réforme du Gouvernement Balladur de 1993.

### Le projet de réforme des retraites de 2020
La France est le 3e pays de l'OCDE consacrant la plus grande part du PIB (15%) aux retraites, derrière la Grèce (17,3%) et l'Italie(15,6%), affirme l'Organisation de coopération et de développement économiques (OCDE) en novembre 2019 juste avant que ne soit dévoilé le projet de réforme des retraites de 2020, mais ses comparaisons internationales sont contestées. Selon cette organisation proche des gouvernements, la France offre un système de retraite avantageux car l'âge effectif moyen de départ à la retraite serait de 60,8 ans contre 65,4 ans en moyenne dans les pays de l'OCDE. Pour les salariés cotisant à la CNAV, soit l'immense majorité l'âge moyen de départ était en 2019 de 62,7 ans. Selon l'OCDE, 7,6 % des retraités français vivaient sous le seuil de pauvreté en 2017 soit moins que les actifs et le taux de remplacement était en 2019 de 73,6 % du salaire moyen, contre 58,6 % en moyenne dans les pays de l'OCDE. Monika Queisser, cheffe de la division des politiques sociales de l'OCDE, a cependant fait remarquer qu'en France, "pour les hauts salaires" le taux de remplacement "est au-dessus de la moyenne des pays de l'OCDE, mais pour les salaires plus bas, le taux de remplacement est moins bon". Le rapport du COR 2022 parle lui de taux de remplacement médian et rappelle qu'il était encore de 79,2% pour la génération 1938 puis a fortement baissé .
En 2021, les dépenses de retraite totalisaient 345,1 milliards d'euros, financées à 79% par les cotisations sociales des actifs. Cette masse financière représentait 13,8 % du PIB, un ratio égal à celui de 2018  et très proche de ceux des années 2010, qui avait été malmené par la crise sanitaire l'année précédente, la forte contraction du PIB causée par le confinement ayant fait grimper ce ratio à 14,7 % en 2020. Le retour à un ratio proche de la décennie précédente décourage de tenter une réforme en 2021 et l'année suivante l'élection présidentielle joue le même rôle.
Selon le Conseil d'orientation des retraites, la France comptait 4 actifs par retraité en 1960, ratio qui ne s'élevait plus qu'à 1,8 en 2010 et pourrait revenir 1,4 en 2050[réf. nécessaire], mais cette projection est aussi contestée.
Les retraités en France sont en 2020, 14,75 millions contre 12,88 millions en 2010, année à partir de laquelle la tendance de hausse de l'espérance de vie s'est essoufflée fortement et 12,24 millions en 2008, soit une progression de 2,51 millions en douze ans. Ils étaient 14,35 millions en 2018, soit 0,4 million de moins qu'en 2020.
Le projet de réforme des retraites de 2019 propose une refonte en profondeur du système de retraite français. Ses principales caractéristiques sont d'une part l'institution d'un régime de retraite universel remplaçant des régimes parfois très différents appliqués par les 42 caisses de retraite existantes et d'autre part la mise en relation directe entre montant cotisé et montant de la retraite. Elle propose également des mesures d'accompagnement visant notamment à améliorer les retraites les plus faibles (seuil minimum pour les personnes qui auraient eu des carrières complètes).
La réforme est présentée dans un paysage avec quatre courants de pensée :
- ceux qui veulent conserver le système par répartition en augmentant sa couverture;
- ceux qui veulent conserver le système tel qu'il existe;
- ceux qui veulent le réformer partiellement pour réduire son amplitude;
- ceux qui veulent un changement radical du système avec l'instauration d'un régime de retraite par points ou par capitalisation.

Ce projet de réforme des retraites de 2020 propose ainsi un système fonctionnant par points, unifiant les 42 régimes existants.
D'abord reporté en raison de la pandémie de Covid-19, il est ensuite abandonné, puis plus tard remplacé par une nouvelle réforme paramétrique en 2023, qui repousse progressivement l'âge légal de départ à la retraite de 62 ans à 64 ans, adoptée via le 49.3 sur fond de forte contestation sociale.
Le projet est le plus ambitieux de la série de réformes du système de retraite français (1993, 2003, 2010, 2013), ayant pour objectifs principaux d'une part de rééquilibrer les comptes d'un système mis à mal par l'allongement de la durée de vie et la réduction du taux des cotisants par rapport à celui des bénéficiaires[pas clair] et d'autre part de rapprocher le calcul des droits à la retraite des différents régimes de retraite[réf. nécessaire]. Inscrit dans le programme électoral de 2017 du président Emmanuel Macron, le chantier a été engagé avec la nomination en septembre 2017 de Jean-Paul Delevoye comme haut-commissaire à la réforme des retraites. Son rapport présentant des préconisations a été remis au premier ministre en juillet 2019 et a inspiré un projet de loi instituant un « système universel de retraite » déposé à l'Assemblée nationale en janvier 2020. Adopté en première lecture, ce projet de loi a été reporté à cause de l'épidémie de Covid-19.
L'objectif annoncé de la réforme est de simplifier un système complexe, de le rendre plus juste, de faciliter son adaptation aux changements structurels (croissance, rapport actifs/retraités...) afin de permettre dans le futur un équilibre des entrées et des sorties[réf. nécessaire]. Proche de l'équilibre en 2018 (déficit de 2,9 milliards €) les comptes pourraient se dégrader jusqu'à un montant plafond en 2030 compris entre 7,9 et 17,2 milliards €[réf. nécessaire]. La réforme, proposée dans un contexte social agité, rencontre une forte opposition de la part des principaux syndicats et des corps professionnels les plus touchés par son application. Sur le plan politique, les partisans d'un équilibre des comptes[Qui ?] des régimes des retraites s'opposent à ceux qui considèrent que le déficit de ceux-ci constitue une dépense de protection sociale parmi d'autres[réf. nécessaire].

### La réforme des retraites de 2023
Le gouvernement Élisabeth Borne présente un nouveau projet de réforme le 10 janvier 2023. Une des principales mesures prévues, qui motive le mouvement social contre le projet de réforme des retraites en France de 2023 est le report progressif à 64 ans de l’âge légal de départ. Pour justifier cette réforme, le gouvernement s'appuie sur le rapport annuel du Conseil d'orientation des retraites (COR), qui prévoit un hypothétique déficit du solde global des régimes de retraite dans les années à venir. La durée de transition pour l'application de la réforme est plus rapide qu'à l'étranger: elle a été de dix à quinze ans en Norvège, Pologne et Suède.
Les opposants à cette réforme s'appuient sur ce même rapport du COR qui affirme qu'il « ne valide pas le bien-fondé des discours qui mettent en avant l'idée d'une dynamique non contrôlée des dépenses de retraite ». Auditionné par les députés, le président du COR Pierre-Louis Bras a rappelé que la part des dépenses de retraites rapportées au produit intérieur brut seraient maîtrisées dans la durée malgré un déficit prévisionnel.
Pour la première fois en douze ans, toutes les principales organisations syndicales de salariés sont contre cette réforme, y compris la CFDT.
Le 16 mars 2023, le Premier Ministre Elisabeth Borne décide d'engager la responsabilité du gouvernement, selon la procédure définie par le 3e alinéa de l'article 49 de la constitution sur le texte adopté la veille par la CMP. Après un parcours législatif et juridique historiquement compliqué, la loi est finalement promulguée le 14 avril 2023.

## Données économiques et sociologiques

### Statistiques sur la période 2005 à 2011
Le nombre de retraités ayants droit (percevant une pension) passe de 13,6 millions en 2005 à 15,3 millions en 2011. En décembre 2011, la pension moyenne (base plus complémentaire obligatoire) s'élève à 1 256 € et 573 000 personnes bénéficient du minimum vieillesse dont le montant est alors de 742 € par mois. Le taux de remplacement du salaire individuel moyen est en France de 54 %, légèrement inférieur à la moyenne de l'OCDE (un peu moins de 60 %).
Au 1er juillet 2007, 21 906 578 pensions étaient servies dans l'ensemble des régimes de sécurité sociale. La répartition entre régimes s'établit comme suit :
- Les régimes des salariés représentaient 82,03 % du total, parmi lesquels
  - Régime général : 55,49 % du total
  - Régime des salariés agricoles : 11,11 % du total
  - Fonctionnaires civils et militaires : 9,27 %
  - Collectivités locales : 3,83 %
  - Divers régimes spéciaux (mines, SNCF, ouvriers de l'État, etc.) : 5,33 %
- Les régimes de non-salariés : 17,97 %

En 2007 les pensions représentaient 13,3 % du PIB français selon l'Institut national de la statistique et des études économiques (Insee), 13 % selon l'OCDE, ce qui est le record des pays développés. Cet indicateur, qui ne prend en compte que les retraites publiques obligatoires, rend toutefois malaisées les comparaisons internationales en termes de montants des pensions réelles rapportés au PIB, du fait de la part significative dans certains pays des retraites facultatives privées (cas du Royaume-Uni, de l'Irlande, de l'Espagne par exemple).
Les 261 G€ versés comme pensions en 2008 se décomposaient en
- régime général : 88,5 G€
- autres régimes : 154,5 G€ dont[93]
  - pensions d'État : 47,9 G€[94]
  - ARRCO : 32,8 G€[95] (34,3 G€ en 2009)[96]
  - AGIRC : 17,6 G€[95] (18,5 G€ en 2009)[96]
- interventions sociales des pouvoirs publics : 12 G€
- divers autres régimes (mutualité, supplémentaires…) : 6,0 G€

En général, les dépenses de retraite croissent significativement plus vite que l'économie française, jamais moins de 4,2 % depuis 2001.
En 2010, le régime général de retraite présente un solde négatif de 10 milliards d'euros.
En 2020 le montant total des pensions s'élève à 331.7 G€ soit 14.4% du PIB selon la Direction de la Recherche, des Études, de l'Évaluation et des Statistiques (DREES) dont : 131 G€ pour le régime général soit 39% (y compris ex SSI), 94 G€ pour les autres salariés soit 28%, 87 G€ pour les complémentaires des salariés soit 26%, 18 G€ pour les non-salariés soit 5% (hors ex SSI) et 1 G€ pour les interventions sociales de l'État.
Concernant les dispositifs d'épargne-retraite, selon l'Insee, « En 2007, 10,8 milliards d’euros de cotisations ont été collectés […], tandis que 3,9 milliards d’euros ont été versés aux bénéficiaires. ».
D'après le rapport de 2018 de la DREES, pour les personnes nées en 1951 ou après, c’est-à-dire 80 % de la population française, la durée moyenne espérée passée à la retraite devrait baisser par rapport aux personnes nées en 1950.

### Retraites de la fonction publique
Le rapport sur les pensions de retraite de la fonction publique (annexe au projet de Loi de finances 2015) donne de nombreuses informations, en particulier :
- les 5,4 millions d’agents publics, titulaires, militaires ou contractuels, qui représentent 20 % de l’emploi total (privé + public), sont couverts pour le risque vieillesse par six régimes de retraite distincts dont les dépenses se sont élevées à environ 74,8 Md€ en 2013 ; hors régime général, les cinq régimes « dédiés » aux agents publics ont versé 70,8 Md€ de prestations vieillesse en 2013 à plus de 5 millions de pensionnés, soit 24 % des dépenses de l’ensemble des régimes de retraite ;
- le régime des agents des fonctions publiques territoriale et hospitalière compte 2,2 millions de cotisants et 1,1 million de pensionnés au 31 décembre 2013 ; la caisse nationale de retraites des agents des collectivités locales (CNRACL) a versé 16,6 Md€ de pensions au titre des branches vieillesse et invalidité en 2013 ;
- le régime des fonctionnaires civils et des militaires de l’État compte 2,3 millions de pensionnés au 31 décembre 2013, et a reçu 51,5 Md€ de recettes en 2013 (+3,4% par rapport à 2012, même progression que l’année passée) dont 37,4 Md€ de contribution du budget général (+2,4% après 4,6% en 2012) ; en ajoutant le régime des ouvriers d’État, la dépense du budget général se monte à 38,8 Md€, soit +2,7 % ; ces dépenses augmentent en moyenne de 4,5 % par an depuis 1990 ;
- la croissance des dépenses de pension des fonctionnaires territoriaux et hospitaliers (vieillesse et invalidité) se maintient à un niveau élevé à +5,0 % en 2013 après +6,1 % en 2012 ; en 2013, 16,6 Md€ de pensions ont été servies aux pensionnés de la CNRACL ; ces dépenses progressent de 6,8 % en moyenne par an depuis 1990 ;
- l’État est le principal financeur du régime des retraites des fonctionnaires de l’État, puisqu’en 2013, il prend à sa charge 73 % des dépenses de ce régime ; la part du budget de l’État consacrée à la charge des pensions civiles et militaires de retraite est tendanciellement en très nette hausse. Entre 1990 et 2005, la charge financière a augmenté de 53 %, passant de 8,0 % du total des dépenses du budget général à 12,2 % ; en 2013, cette part a atteint 12,9 % ; entre 2006 et 2013, 30 % de la progression des dépenses du budget général de l’État (+26 Md€) est dû à l’accroissement du besoin de financement des pensions des fonctionnaires de l’État (+8 Md€) ;
- au 31 décembre 2013, les engagements de retraites[102] des fonctionnaires civils de l’État et des militaires se situent dans une fourchette de 1 204 à 1 457 Md€, selon le taux d’actualisation utilisé ; si ces engagements étaient intégrés dans la dette publique de la France, elle se verrait accrue de 65 % à 70 %.

### Éléments économiques et sociologiques

#### Inégalités entre les retraités
- « En 2007, 10 % des retraités avaient un niveau de vie inférieur à 913 € par mois tandis que 10 % avaient un niveau de vie supérieur à 2 885 € »[103] (p. 23) (en prenant en compte les pensions et les revenus du patrimoine)
- « La pension moyenne des retraités tous régimes confondus s'établit en 2008 à 1 122 € mensuels (hors droits dérivés, majorations et minimum vieillesse). Elle augmente en moyenne de 2,4 % par an en euros courants depuis 2003, soit une croissance supérieure d'environ 0,6 point à l'inflation annuelle moyenne. Cette progression de la pension moyenne à un rythme plus élevé que l'inflation résulte pour l'essentiel du renouvellement de la population de retraités, avec l'arrivée de nouveaux retraités disposant généralement de carrières plus favorables, donc bénéficiaires en moyenne de pensions plus élevées »[103] (p. 19-20).
- « En 2004, les salariés du secteur privé affiliés au régime général percevaient en moyenne une retraite totale égale à 1 065 € par mois, soit moins que les fonctionnaires et les assurés des régimes spéciaux (1 689 €), mais plus que les non-salariés (617 €). Ces écarts reflètent avant tout des niveaux de diplôme ou de qualification différents. Mais, à diplôme ou qualification identique, deux autres facteurs participent aux différences de niveau de pensions : le déroulement de la carrière (niveau de revenu d'activité, durée cotisée, périodes de chômage…) et les règles des différents régimes »[103] (p. 25).

#### Niveau de vie des retraités par rapport au reste de la population
Dans cette section, ne sont pris en compte que les retraités résidant dans des ménages ordinaires, à l'exclusion de ceux faisant partie de ménages collectifs (maisons de retraite, hôpitaux, etc.).
Selon les données du COR et de l'INSEE, en France, en 2024, le niveau de vie des retraités est supérieur à celui des actifs. En effet, même si le revenu disponible et le niveau de vie des retraités sont inférieurs à ceux des actifs avec 2188 euros mensuels en moyenne contre 2489 euros pour les actifs occupés, en prenant en compte les "loyers imputés", le niveau de vie ajusté des retraités devient supérieur à celui des actifs,,,. Cela s’explique par le fait que les retraités possèdent plus de patrimoine que le reste de la population. Les retraités sont en effet 62% à être propriétaires, en ayant déjà remboursé leur prêt, alors que seuls 17% des moins de 50 ans sont dans cette situation,,,.
Les ménages de plus de 64 ans sont moins touchés par la pauvreté que les ménages plus jeunes. En effet, le taux de pauvreté des 65-74 ans est de 10,7%, et de 11,4% pour les plus de 75 ans. Il s’agit des taux les plus bas, quelles que soient les tranches d’âge considérées, les moins de 18 ans étant les plus touchés par la pauvreté (20,4%),,,.
| Année                    | 1975     | 1984     | 1996     | 2006     | 2016     |
| ------------------------ | -------- | -------- | -------- | -------- | -------- |
| Actifs                   | 15 150 € | 17 730 € | 17 870 € | 20 770 € | 21 870 € |
| Retraités                | 10 360 € | 14 000 € | 17 010 € | 19 950 € | 22 370 € |
| Ratio (retraités/actifs) | 68%      | 79%      | 95%      | 96%      | 102%     |

Selon les projections du COR, le niveau de vie des retraités va continuer à progresser par rapport à celui du reste de la population sur la période 2024-2026. En effet, la période d’inflation qu’a connu la France de 2022 à 2024 se répercute différemment dans le temps pour les retraités et les actifs en emploi. Si en 2022, la rémunération moyenne par tête (RMPT) a plus progressé que la pension moyenne (4,7 % contre 3,6 % en moyenne annuelle), l’indexation des pensions sur les prix hors tabac a ensuite conduit à une moindre dégradation des revenus des retraités en comparaison de ceux des actifs. La pension moyenne a ainsi progressé de 4,6 % en moyenne annuelle en 2023, en raison de l’effet report de la revalorisation anticipée des pensions de base de 4 % au 1er juillet 2022 et des pensions complémentaires Agirc-Arrco de 5,12 % au 1er novembre 2022. Et comme les pensions de base sont indexées au 1er janvier sur l’inflation constatée en moyenne entre l’année n-1 et l’année n-2, l’accélération des prix constatée depuis 2022 se répercute sur les revalorisations de pensions de base jusqu’en 2025 alors que l’inflation ralentit nettement dès cette année. En outre, comme les pensions complémentaires sont indexées au 1er novembre sur l’inflation prévisionnelle de l’année n, les revalorisations se répercutent pleinement sur les pensions l’année n+1. Ainsi, la pension moyenne augmenterait de 6,3 % en 2024, puis encore de 2,9 % en 2025 et 2,3 % en 2026. La RMPT a progressé, quant à elle, de 4,1 % sur 2023 et progresserait de façon de moins en moins dynamique entre 2024 et 2026, en raison du ralentissement de l’inflation (2,8 % en 2024, 2,2 % en 2025 et 2,0 % en 2026). En conséquence, la pension relative des retraités, qui s’établissait à 51,4 % en 2021, a baissé en 2022 (51,3 %) puis remonterait sensiblement de 2023 à 2024 pour s’établir à 53,9 % en 2026. Le niveau de vie des retraités connaîtrait ainsi une évolution plus favorable que celui de l’ensemble de la population sur cette période : il passerait de 98,7 % en 2021 à 98,4 % en 2023, avant de remonter pour s’établir à 99,8 % en 2026.
| Pays         | 2004-2005 | Fin des années 2000 |
| ------------ | --------- | ------------------- |
| France       | 94,5      | 97,2                |
| Luxembourg   | 99,9      | 96,0                |
| Italie       | 83,4      | 93,3                |
| États-Unis   | 86,2      | 92,2                |
| Japon        | 86,6      | 87,7                |
| Espagne      | 79,1      | 86,1                |
| Allemagne    | 91,5      | 85,4                |
| Royaume-Uni  | 72,9      | 81,2                |
| Belgique     | 76,4      | 77,1                |
| Moyenne OCDE | 82,9      | 86,2                |

Sources : OCDE Panorama des pensions, 2009, Graphique 2.1, reproduit in Demontès & Leclerc (2010), p.21 et OCDE Panorama des pensions 2013, Graphique 2.3.
« L'on est ainsi passé d'une situation [au début des années 1970] où les retraités apparaissaient relativement pauvres à la situation actuelle où s'observe une quasi-parité. Cependant, la comparaison du niveau de vie moyen des actifs et des retraités est fortement affectée par la prise en compte du patrimoine. En effet, celui-ci joue un rôle important dans la situation financière des retraités. D'une part, les retraités perçoivent deux fois plus de revenus que les actifs en provenance de leur patrimoine de rapport (revenus fonciers, intérêts et dividendes issus des placements financiers). D'autre part, les retraités sont beaucoup plus souvent propriétaires que les actifs : selon l'enquête Logement 2002 de l'Insee, 74 % des ménages de retraités sont propriétaires de leur résidence principale contre 56 % pour l'ensemble des ménages. Ainsi, si l'on mesure le niveau de vie sans tenir compte des revenus du patrimoine, c'est-à-dire sur la seule base des revenus d'activité ou de remplacement complétés par les transferts, le niveau de vie moyen des retraités apparaît sensiblement inférieur à celui des actifs, l'écart étant de 15 %. À l'inverse, si l'on mesure le niveau de vie en tenant compte des revenus du patrimoine et des loyers imputés, le niveau de vie moyen des retraités apparaît quasiment égal à celui des actifs, l'écart n'étant plus que de 2 % (p. 22). »
« Le fait le plus marquant est la forte baisse enregistrée entre 1970 et le milieu des années quatre-vingt-dix : le taux de pauvreté des retraités est en effet passé de 30 % à 10 %. Depuis, il ne tend pas à s’accroître et se maintient à un niveau inférieur à celui de l’ensemble de la population, lequel est actuellement de 13 % » (p. 22). « Dans la majorité des pays [de l'OCDE], le taux de pauvreté des personnes âgées » est supérieur à celui de la population, contrairement à ce qui est observé en France (p. 22).
Ce plus faible taux de pauvreté en France par rapport aux autres pays de l'OCDE est dû en grande partie à l'existence des minima sociaux (les minima sociaux des personnes en âge et capacité de travailler étant sensiblement plus faibles que celui des retraités, afin de ne pas favoriser de trappes à inactivité).

#### Rendement
Selon les économistes Julien Albertini, Arnaud Chéron, Xavier Fairise, Arthur Poirier et Anthony Terriau, cités par le journal Le Monde, si l’on compare les cotisations versées et les pensions perçues sur une vie, on constate que le rendement pour chaque euro cotisé est d’environ 2,5 % pour les générations nées dans les années 1950, contre seulement 1,75 % pour les cohortes nées après 1970.
Ainsi, la génération des baby-boomers touchent en pensions de retraites deux fois plus qu'ils n'ont cotisé pendant leur vie active. En effet, selon France Stratégie, la courbe historique du taux de récupération, à savoir le rapport entre la somme des pensions reçues pendant la retraite et le montant des cotisations, est décroissante. Les retraités nés en 1960 profitent donc d’un taux de récupération de 200% tandis qu’une personne née dans les années 2000 n’aura un taux de récupération que de 120%. Sur la base de ces chiffres, l'économiste Maxime Sbaihi dénonce une inéquité et une injustice intergénérationnelle,.

#### Retraites à l’étranger
En 2023, plus d’un million de pensions sont versées à l’étranger, dont la moitié hors d’Europe et 341 000 en Algérie, pays accueillant le plus de retraités français, devant le Portugal, l’Espagne ou l’Italie. La masse annuelle versée aux retraités résidant à l’étranger est de 3,8 milliards soit 3 % du total des prestations retraite versées par le régime général en 2021.

## Durée de cotisation pour une retraite à taux plein

### Tableau des trimestres requis en 2018 selon l'année de naissance
En 2018, la moyenne de départ à la retraite est de 62,4 ans pour les hommes et 63 ans pour les femmes, soit 62,7 ans. Ce chiffre - qui est une moyenne, et ne correspond donc d'ailleurs pas à un âge maximal de départ à la retraite effectif - est différent de l'âge de cessation d'activité, où la personne peut se retrouver au chômage, en préretraite ou en dispense de recherche d'emploi, avec de simples indemnités de chômage, au RSA ou sans revenus. La France était en 2005 le pays où l'on cesse de travailler le plus tôt en moyenne : 58,5 ans pour les hommes, 59,2 ans pour les femmes, mais sans pour autant partir à la retraite.
Entre 60 et 67 ans, le salarié subit une décote pour années manquantes de cotisation, de 5 % (assuré né à partir de 1953) à 10 % (assuré né avant 1944) par année. Le maximum est plafonné à 25 % de sa retraite. La retraite du régime de base étant égale à 50 % du salaire (de base référence SS) des 25 meilleures années, le salarié ne touchera alors que 40 % du dernier salaire.
Le salarié au chômage en recherche active d'emploi qui n'a pas le nombre de trimestres nécessaires à une retraite à taux plein, sans décote pour années manquantes dépend jusqu'à son 65e anniversaire des Assédic, échéance reportée à 67 ans par la réforme 2010 des retraites.
Les personnes n'ayant pas accumulé suffisamment de droits à la retraite peuvent bénéficier du minimum vieillesse, l’allocation de solidarité aux personnes âgées (ASPA). Au 1er janvier 2019, son montant maximum est de 868,20 € par mois pour une personne et de 1 347,88 € par mois, si elle fait vivre deux conjoints, concubins ou pacsés.
Les agents fonctionnaires sont soumis à une limite d'âge. Les professeurs des universités peuvent prendre leur retraite, tout en continuant une activité d'enseignement et de recherche, par le statut spécifique de professeur émérite (éméritat).
| Année de naissance | Nombre de trimestres requis |
| ------------------ | --------------------------- |
| Avant 1934         | 150 trimestres              |
| 1934               | 151 trimestres              |
| 1935               | 152 trimestres              |
| 1936               | 153 trimestres              |
| 1937               | 154 trimestres              |
| 1938               | 155 trimestres              |
| 1939               | 156 trimestres              |
| 1940               | 157 trimestres              |
| 1941               | 158 trimestres              |
| 1942               | 159 trimestres              |
| à partir de 1943   | 160 trimestres              |

| Année de naissance | Nombre de trimestres requis |
| ------------------ | --------------------------- |
| 1949               | 161 trimestres              |
| 1950               | 162 trimestres              |
| 1951               | 163 trimestres              |
| 1952               | 164 trimestres              |

Le principe d'un allongement continu de la durée de cotisation a été posé par les réformes de 2003 et 2010. Cette durée doit être fixée par décret avant le 31 décembre de l'année au cours de laquelle les futurs retraités atteignent l'âge de 56 ans, après consultation du Conseil d'orientation des retraites.
| Année de naissance | Nombre de trimestres requis |
| ------------------ | --------------------------- |
| 1953-54            | 165 trimestres              |
| 1955-57            | 166 trimestres              |
| 1958-60            | 167 trimestres              |
| 1961-63            | 168 trimestres              |
| 1964-66            | 169 trimestres              |
| 1967-69            | 170 trimestres              |
| 1970-72            | 171 trimestres              |
| À partir de 1973   | 172 trimestres              |

Dans le cas où le salarié souhaite partir avant d'avoir cotisé ce nombre de trimestres, sa pension de retraite sera minorée de 1,25 % à 2,5 % par trimestre manquant selon l'année de naissance.

### Statuts et situations incluses dans le nombre de trimestres requis
Rentrent dans la comptabilisation d'un trimestre[réf. nécessaire]:
- une durée de travail salarié équivalente à 160 heures de SMIC,
- Un trimestre de Volontariat International en Entreprise ou en Administration, si celui-ci dépasse 6 mois
- le service militaire pour 4 ou 5 trimestres
- un doctorat rémunéré de type CIFR.
- un trimestre au RSA

## Estimations de fraude
Selon le magazine Capital, en 2019, 1,25 million de retraités de la Sécu vivent à l'étranger, le total des prestations versées chaque année atteignant 6,5 milliards d’euros par an. La loi française prévoit que l’envoi annuel d'un simple « certificat de vie » aux caisses suffit pour continuer à toucher sa retraite à l’étranger. Mais ceci est faux, pour bénéficier d'une retraite en France il faut présenter une preuve d'imposition ou de non-imposition en France, laquelle n'est attribuée qu'aux personnes résidentes dans le pays. La fraude consiste à ne pas déclarer les personnes décédées à la caisse de retraite. Selon Excellcium, une société spécialisée dans la lutte contre la fraude qui a effectué plusieurs enquêtes pour le compte de la Caisse nationale d’assurance vieillesse (Cnav), le taux de fraude aux retraites à l’étranger « s’élève au moins à 15 % », soit près d'un milliard d’euros par an. Néanmoins, dans un rapport de 2017, la Cour des comptes évoque, elle, le chiffre de 200 millions d'euros.

### Généralité sur les retraites
- Espérance de vie en France
- Espérance de vie en bonne santé
- Retraite par répartition vs Retraite par capitalisation et Systèmes de retraite en Europe
- Maison de retraite

### Principaux paramètres des retraites en France
- Âge légal de départ à la retraite
- Décote (retraite en France)
- Surcote (retraite en France)
- Durée de cotisation pour une retraite à taux plein
- Age de droit au départ en retraite à taux plein

### Dispositifs des retraites en France
- Dispositif pour carrière longue
- Fonds de réserve pour les retraites
- Conseil d'orientation des retraites (COR)
- Assurance volontaire vieillesse

### Réformes des retraites en France
- Ordonnances d'octobre 1945 créant la Sécurité sociale
- Réforme Balladur de 1993
- Réforme Fillon de 2003
- Réforme Woerth-Fillon de 2010
- Réforme Touraine de 2013
- Projet de réforme Delevoye de 2019-2020
- Réforme Dussopt-Borne de 2023

#### Mouvements sociaux de défense des retraites
- Mouvement de 1967
- Mouvement de l'hiver 1995
- Mouvement de 2003
- Mouvement de 2010
- Mouvement de 2019-2020
- Mouvement de 2023.

### Rapports gouvernementaux et textes juridiques de référence
En 1991, Michel Rocard publie un livre blanc sur les retraites, premier d'une longue liste:
- 1991 : livre blanc de Michel Rocard, discret sur la question de la décote pour années manquante
- 1995 : rapport Briet, qui entérine la décote pour années manquante
- 1995 : rapport de Foucauld
- 1996 : contributivité
- 1998 : retraites et épargne (Les Rapports du Conseil d’analyse économique, no 7)
- 1998 : rapport Malinvaud - Les Cotisations sociales à la charge des employeurs : analyse économique
- 1999 : rapport Vasselle
- 1999 : rapport Plancade
- 1999 : rapport Charpin
- 2000 : rapport Teulade
- 2000 : rapport Tadei
- 2001 : 1er rapport du COR - Retraites : renouveler le contrat social entre les générations, orientations et débats
- 2001 : rapport sur la Suède et l’Italie
- 2002 : démographie et économie
- 2004 : 2e rapport du COR - Retraites : les réformes en France et à l'étranger ; le droit à l'information
- 2006 : 3e rapport du COR - Retraites : perspectives 2020 et 2050
- 2007 : 4e rapport du COR - Retraites : questions et orientations pour 2008
- 2007 : 5e rapport du COR - Retraites : 20 fiches d'actualisation pour le rendez-vous de 2008
- 2008 : 6e rapport du COR - Retraites : droits familiaux et conjugaux
- 2010 : 7e rapport du COR - Retraites : annuités, points ou comptes notionnels ? Options et modalités techniques
- 2010 : 8e rapport du COR - Retraites : Perspectives actualisées à moyen et long terme en vue du rendez-vous de 2010
- 2019 : Pour un système universel de retraite - Préconisations de Jean-Paul Delevoye, Haut-Commissaire à la réforme des retraites

Depuis la loi du 20 janvier 2014 « garantissant l'avenir et la justice du système de retraite », le COR doit adopter avant le 15 juin de chaque année un rapport destiné au Comité de suivi des retraites.
- 2021 : Rapport annuel du COR - Évolutions et perspectives des retraites en France

- Articles L351-1 à L351-16 en vigueur du Code de la Sécurité sociale sur Légifrance
- Loi no 93-936 du 22 juillet 1993 relative aux pensions de retraite et à la sauvegarde de la protection sociale sur Légifrance
- Loi no 2003-775 du 21 août 2003 portant réforme des retraites dite loi Fillon sur Légifrance

### Filmographie
- Walter, retour en résistance (revient sur le Conseil national de la Résistance), 2009